# Carlos Carnero
Carlos Carnero González (ur. 24 listopada 1961 w Madrycie) – hiszpański polityk, od 1994 do 2009 deputowany do Parlamentu Europejskiego IV, V i VI kadencji.

## Życiorys
Od 1992 do 1997 był sekretarzem ds. polityki zagranicznej skrajnie lewicowej Zjednoczonej Lewicy. W 2001 przeszedł do Hiszpańskiej Socjalistycznej Partii Robotniczej (PSOE), zasiadał przez trzy lata w jej komitecie federalnym. Wybrany też do kierownictwa Partii Europejskich Socjalistów. Obejmował szereg funkcji w organizacjach pozarządowych (m.in. Ruchu na rzecz Pokoju, Rozbrojenia i Wolności), jest współautorem kilku książek poświęconych głównie integracji europejskiej.
W 1994, 1999 i 2004 uzyskiwał mandat deputowanego do Parlamentu Europejskiego. Był członkiem Konwentu Europejskiego. W PE zasiadał w grupie Zjednoczonej Lewicy Europejskiej i Nordyckiej Zielonej Lewicy, a następnie w Grupie Socjalistycznej. Pracował m.in. w Komisji Spraw Konstytucyjnych oraz Komisji Handlu Międzynarodowego.
Z Europarlamentu odszedł w 2009 na półtora miesiąca przed końcem VI kadencji w związku z objęciem kierowniczego stanowiska w Ministerstwie Spraw Zagranicznych i Współpracy.
W 2020 objął wakujący mandat w regionalnym parlamencie wspólnoty autonomicznej Madrytu.